# Janet Darnell Leach
Janet Darnell Leach (Grand Saline, Texas, 15 de marzo de 1918 - 12 de septiembre de 1997), fue una ceramista estadounidense que trabajó en la segunda etapa de su vida en Leach Pottery en St Ives, Cornualles en Inglaterra. Después de estudiar cerámica en Black Mountain Collage, Carolina del Norte, con Shoji Hamada, viajó a Japón para trabajar con él. Durante dos años aprendió con él y siempre lo consideró su principal mentor. Fue la primera mujer extranjera que estudió cerámica en Japón y la segunda occidental.
Tras regresar a los Estados Unidos desde Japón, en 1955 se casó con Bernard Leach, el ceramista británico, con quien había estudiado anteriormente. Regresaron a Gran Bretaña para dirigir su estudio en St. Ives. Darnell mantuvo la influencia de la estética japonesa en su cerámica. Su obra adquirió gran popularidad. En 2006-2007 hubo una gran retrospectiva de su trabajo en la galería de arte Tate St Ives.

## Biografía

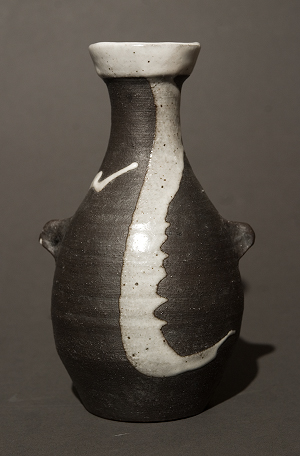
Jarrón pequeño de Janet Leach

Darnell nació en Grand Saline, Texas, Estados Unidos, en 1918. En sus primeros años se trasladó a Nueva York para trabajar con el escultor Robert M. Cronbach y se incorporó al Federal Works Art Project. Durante un corto periodo de tiempo estuvo casada en la época de la Segunda Guerra Mundial y trabajó como soldadora en un astillero en Staten Island.
Con el tiempo, comenzó a trabajar con arcilla y aprendió a usar un torno de alfarero. En 1948 instaló una alfarería en una comunidad de Steiner en Spring Valley. Enseñó cerámica en un hospital de salud mental en Nueva York.
Después de conocer a Bernard Leach y Shoji Hamada en Black Mountain College, Carolina del Norte, obtuvo el acuerdo de Hamada para trabajar con él en Mashiko después de su regreso a Japón. Viajó allí en 1954, en un buque de carga. Darnell pasó mucho tiempo con Bernard Leach y finalmente acordaron casarse, inicialmente con la intención de vivir en Japón. Pero cuando el hijo de Bernard, David Leach, en 1956 dejó Leach Pottery para establecer su propio estudio, regresaron a Inglaterra.
El espíritu independiente de Darnell aseguró que su trabajo fuera bastante diferente de gran parte del estilo de Leach. Nunca sintió la necesidad de reverenciar el trabajo de su esposo y podía criticarlo abiertamente. A cambio, su propio trabajo no siempre fue valorado dentro del St Ives Studio; gran parte permaneció oculta durante muchos años. Claramente influenciada por el estilo y la forma oriental, su obra es fluida y enérgica.
Hubo una exposición retrospectiva de su trabajo en 2006-7 en Tate St Ives.